# Judith Montell
Judith Montell (* 4. Dezember 1930; † 23. Mai 2020) war eine US-amerikanische Filmregisseurin und Filmproduzentin.

## Leben
Judith Montell studierte an der Syracuse University. Sie war zunächst als Regisseurin und Produzentin von Sommertheatern in Buffalo, New York City und Bismarck tätig. Dann wechselte sie in die Filmbranche und arbeitete als Produktionsleiterin für das New Yorker Filmproduktionsunternehmen Amram Nowak Associates. Nach einer 15-jährigen Berufspause, in der sie zwei Töchter aufzog, begann sie, eigenständig Dokumentarfilme zu drehen.
In ihren Dokumentationen behandelt Montell Themen aus den Bereichen soziale Gerechtigkeit, Geschichte und Bildung, wobei häufig Menschen jüdischen Glaubens im Mittelpunkt stehen. Viele der Filme liefen auf dem San Francisco Jewish Film Festival und wurden auf dem Regionalsender KQED ausgestrahlt.
Zu ihren erfolgreichsten Regiearbeiten gehört die einstündige Dokumentation Forever Activists: Stories from the Veterans of the Abraham-Lincoln-Brigade (1990). Der Film beschäftigt sich mit dem weiteren Schicksal US-amerikanischer Soldaten, die als Abraham-Lincoln-Brigade im Spanischen Bürgerkrieg gekämpft haben. Er wurde bei der Oscarverleihung 1991 als Bester Dokumentarfilm nominiert. Außerdem gewann er den Special Jury Award auf dem San Francisco International Film Festival 1991. Die gleiche Thematik griff Montell erneut in dem Sequel You are History you are Legend (1997) anlässlich des 60. Jahrestags des Spanischen Bürgerkriegs auf sowie in der Dokumentation Professional Revolutionary: The Life of Saul Wellman (2004). Diese porträtiert einen weiteren amerikanischen Veteranen des Krieges, der in den USA in der Kommunistischen Partei und der Bürgerrechtsbewegung aktiv war. Auch außerhalb ihrer Filme engagierte sich Montell für die ehemaligen Soldaten der Lincoln Brigade, so war sie viele Jahre am Treffpunkt der Veteranen in der San Francisco Bay Area aktiv und gehörte dem Honorary Board der Abraham Lincoln Brigade Archives (ALBA) an.
Zu den weiteren Filmen von Montell gehört unter anderem die Dokumentation A Home On The Range: The Jewish Chicken Ranchers of Petaluma (2002), die sie mit Bonnie Burt drehte und die von jüdischen Emigranten handelt, welche sich im kalifornischen Petaluma eine Existenz als Hühnerfarmer aufbauten. Sie schuf auch eine Reihe von 16 halbstündigen Esperanto-Lehrfilmen (Pasporto al la Tuta Mondo, 2002). Ihr letzter Film war die Dokumentation In the Image: Palestinian Women Capture the Occupation (2014), die in Zusammenarbeit mit Emmy Scharlatt entstand. Sie behandelt ein Projekt der israelischen Organisation B’Tselem, Palästinenser im Westjordanland und Gazastreifen mit Kameras und Wissen über deren Bedienung auszustatten, um Menschenrechtsverletzungen zu dokumentieren. Der Film zeigt Videoaufnahmen von Palästinenserinnen sowie Interviews mit ihnen und Mitarbeitern von B’Tselem. Dazu gehörte Judith Montells Tochter Jessica Montell, ehemalige Direktorin von B’Tselem.
Montell arbeitete dreißig Jahre lang im Büro des Saul Zaentz Film Centers in Berkeley, wo sie mit einheimischen Filmemachern zusammenarbeitete. Ihr zu Ehren erklärte der Bürgermeister von Berkeley, Jesse Arreguin, den 11. Dezember 2018 zum „Judith Montell Day“ in Berkeley.
Judith Montell starb 2020 im Alter von 89 Jahren nach langer Krankheit.

## Filmografie
- 1985: Wall of Tears: Vietnam Confronted (Dokumentar-Kurzfilm)
- 1990: Forever Activists: Stories from the Veterans of the Abraham-Lincoln-Brigade (Dokumentarfilm)
- 1993: Cuba Va: The Challenge of the Next Generation (Dokumentarfilm)
- 1997: You are History you are Legend: the Legacy of the International Brigade (Dokumentar-Kurzfilm)
- 2000: Timbrels and Torahs: Celebrating Women’s Wisdom (Dokumentarfilm)
- 2002: A Home on the Range: The Jewish Chicken Ranchers of Petaluma (Dokumentarfilm)
- 2002: Song of a Jewish Cowboy (Dokumentar-Kurzfilm)
- 2002: Pasporto al la Tuta Mondo
- 2004: Professional Revolutionary: The Life of Saul Wellman  (Dokumentarfilm)
- 2005: 1st Amendment on Trial: The Case of the Detroit Six (Dokumentarfilm)
- 2006: Being the Tooth Fairy (Kurzfilm)
- 2008: Four Questions for a Rabbi (Dokumentar-Kurzfilm)
- 2014: In the Image: Palestinian Women Capture the Occupation  (Dokumentarfilm)